# Jorge Fonseca
Jorge Ivayr Rodrigues da Fonseca (* 30. Oktober 1992 in São Tomé und Príncipe) ist ein portugiesischer Judoka. Bei den Weltmeisterschaften 2019 siegte er im Halbschwergewicht und gewann damit den ersten Titel für Portugal bei Weltmeisterschaften. 2021 verteidigte er seinen Titel erfolgreich und gewann kurz darauf eine olympische Bronzemedaille. Er tritt für den portugiesischen Verein Sporting Lissabon an und führt nach Titelgewinnen üblicherweise einen kleinen Siegestanz auf.

## Leben und Anfänge
Jorge Fonseca wurde in der früheren portugiesischen Kolonie São Tomé und Príncipe geboren und kam im Alter von elf Jahren nach Portugal. In einem Judoverein im Vorort Damaia fiel er dem Trainer Pedro Soares auf, der ihn seither betreut.
2015 wurde Fonsecas erster Sohn geboren, später im Jahr musste Fonseca einen Tumor in seinem Bein überwinden.
Nach einer COVID-19-Infektion im Jahr 2020 musste er vorübergehend pausieren.

## Sportliche Karriere
Der 1,74 m große Jorge Fonseca tritt seit 2010 meist im Halbschwergewicht an, der Gewichtsklasse bis 100 Kilogramm. 2011 belegte er den fünften Platz bei den Junioreneuropameisterschaften. Im gleichen Jahr gewann er seinen ersten portugiesischen Meistertitel, weitere folgten 2012 und 2013. 2013 siegte er auch bei den U23-Europameisterschaften, 2014 erkämpfte er eine Bronzemedaille. 
Bei den im Rahmen der Europaspiele 2015 in Baku ausgetragenen Europameisterschaften 2015 erreichte er das Halbfinale. Nach Niederlagen gegen den Niederländer Henk Grol und den Belgier Toma Nikiforov belegte Fonseca den fünften Platz. 2016 trat er bei den Olympischen Spielen in Rio de Janeiro an und schied in seinem zweiten Kampf gegen den Tschechen Lukáš Krpálek aus.
Nach einem schwächeren Jahr 2017 belegte Fonseca 2018 sowohl bei den Europameisterschaften als auch bei den Weltmeisterschaften den siebten Platz. 2019 wurden wie 2015 die Europameisterschaften im Rahmen der Europaspiele 2019 in Minsk ausgetragen. Fonseca schied in seinem zweiten Kampf gegen den Russen Arman Adamian aus. Im Teamwettbewerb gewann Portugal Silber hinter der russischen Mannschaft. Zwei Monate später bei den Weltmeisterschaften 2019 in Tokio bezwang er im Viertelfinale den Georgier Warlam Liparteliani und im Halbfinale Elmar Gasimov aus Aserbaidschan. Mit seinem Sieg über den Russen Nijas Iljassow im Finale wurde Jorge Fonseca erster Judoweltmeister seines Landes. 
Ein Jahr später unterlag er im Viertelfinale der Europameisterschaften in Prag dem Aserbaidschaner Zelym Kotsoiev. Mit Siegen über den Türken Mert Şişmanlar und den Georgier Warlam Liparteliani sicherte sich Fonseca eine Bronzemedaille.
Bei den Europameisterschaften 2021 in Lissabon belegte Fonseca den siebten Platz. Anderthalb Monate später fanden in Budapest die Weltmeisterschaften 2021 statt. Fonseca besiegte im Viertelfinale den Georgier Ilia Sulamanidse und im Halbfinale den Niederländer Michael Korrel. Im Finale bezwang er den Serben Aleksandar Kukolj und gewann seinen zweiten Weltmeistertitel. Bei den Olympischen Spielen in Tokio bezwang er im Viertelfinale erneut den Russen Nijas Iljassow. Nach einer Halbfinalniederlage gegen den Südkoreaner Cho Gu-ham gewann Fonseca den Kampf um eine Bronzemedaille gegen den Kanadier Shady El Nahas.
Im April 2022 gewann Fonseca beim Grand Slam in Antalya. Im Oktober wurde er Siebter bei den Weltmeisterschaften in Taschkent. 2024 bei den Weltmeisterschaften in Abu Dhabi verlor Fonseca im Halbfinale gegen Zelym Kotsoiev aus Aserbaidschan. Im Kampf um Bronze unterlag Fonseca dem Japaner Dota Arai. Bei den Olympischen Spielen 2024 in Paris schied Fonseca im Achtelfinale gegen den Japaner Aaron Wolf aus.